# Zocca
Zocca est une commune italienne de la province de Modène, dans la région Émilie-Romagne.

## Géographie
Zocca est limitrophe des communes de Castel d'Aiano, Castello di Serravalle, Guiglia, Montese, Pavullo nel Frignano, Savigno et Vergato.
Les frazioni de Zocca sont Ciano, Missano, Montalbano, Montecorone, Montetortore, Monteombraro et Rosola.

## Histoire
Zocca fait partie de la communauté de montagne des Apennins de Modène Est jusqu'en 2008, date à laquelle elle rejoint l'union de communes Terre di Castelli.

## Politique et administration

### Administration
| Période                                  | Période          | Identité                   | Étiquette     | Qualité               |
| ---------------------------------------- | ---------------- | -------------------------- | ------------- | --------------------- |
| 29 mai 1988                              | 10 décembre 1990 | Giovanna Zini              | PCI           |                       |
| 11 décembre 1990                         | 12 mai 2001      | Aldo Preci                 | PCI puis PDS  |                       |
| 13 mai 2001                              | 27 mai 2006      | Giovanna detta Carmen Zini | liste civique |                       |
| 28 mai 2006                              | 14 mai 2011      | Carlo Leonelli             | liste civique |                       |
| 15 mai 2011                              | 5 juin 2016      | Pietro Balugani            | liste civique | Maître de conférences |
| 6 juin 2016                              | 4 octobre 2021   | Gianfranco Tanari          | Liste civique | Syndicaliste          |
| 4 octobre 2021                           | En cours         | Federico Ropa              | Liste civique |                       |
| Les données manquantes sont à compléter. |                  |                            |               |                       |

### Jumelages
- Boa Vista (Cap-Vert) depuis 2014.
- Montesilvano (Italie) depuis 2018.

## Démographie

### Évolution démographique
Habitants recensés

### Ethnies et minorités étrangères
Selon les données de l’Institut national de statistique (ISTAT) au 31 décembre 2018, la population étrangère résidente (déclarée) était de 604 personnes, soit 13,1 % de la population totale de la commune.
Les nationalités majoritairement représentatives étaient :
| Pos. | Pays de naissance | Population (au 31/12/2018) |
| ---- | ----------------- | -------------------------- |
| 1    | Maroc             | 321                        |
| 2    | Roumanie          | 96                         |
| 3    | Albanie           | 56                         |
| 4    | Pologne           | 20                         |
| 5    | Inde              | 17                         |
| 6    | Ukraine           | 12                         |
| 7    | Autres            | 82                         |
|      | Total             | 604                        |

## Lieux et monuments

### Architecture religieuse
- Église paroissiale de San Contardo (Chiesa parrocchiale di San Contardo), date de 800.
- Sanctuaire de la Verucchia (Santuario della Verucchia).
- Église Saint Vital (Chiesa di San Vitale), date de 1620.
- Église paroissiale de Saint Roch (Chiesa parrocchiale di San Rocco)
- Église du Saint-Sauveur (Chiesa di San Salvatore), date du XVIIIe siècle.
- Oratoire dédié à Notre-Dame du Mont-Carmel (Oratorio dedicato alla Madonna del Carmelo), date du XIIe siècle.
- Église de l'Assomption de Marie (Chiesa di Santa Maria Assunta), reconstruite en 1757.
- Oratoire de la Sainte Vierge du Rosaire (Oratorio della Beata Vergine del Rosario), date de 1630. Érigée à l'occasion de la peste qui a tué deux cents personnes dans le village de Montalbano.
- Église de Saint Laurent (Chiesa di San Lorenzo).

### Architecture militaire
- Ancien château de Monteombraro, datant du XIIe siècle, dont seule une tour subsiste, transformée en campanile.
- Tour de Rosola, datant du XIIIe ou XIVe siècle.
- Tour de l'ancien château du Monte Questiolo, datant du XIIIe siècle.

## Sport
- Football : il existe deux clubs dans la commune. Fondé en 1950, le FC Zocca 1950, et l'US Monteombraro, créée en 1929 dans la frazione du même nom, évoluent pour la saison 2018-2019 dans le groupe D de Prima Categoria (D7)[3],[4].
- Basket-ball : Young Volley
- Athlétisme : Atletica Zocca

## Personnalités liées à Zocca
- Giulio Santagata (1949-2024), politicien italien né à Zocca
- Vasco Rossi (1952-), chanteur né à Zocca
- Marco Santagata (1947-2020), universitaire et écrivain né à Zocca
- Maurizio Cheli (1959-), spationaute né à Zocca